# Dieffenbach-lès-Wœrth

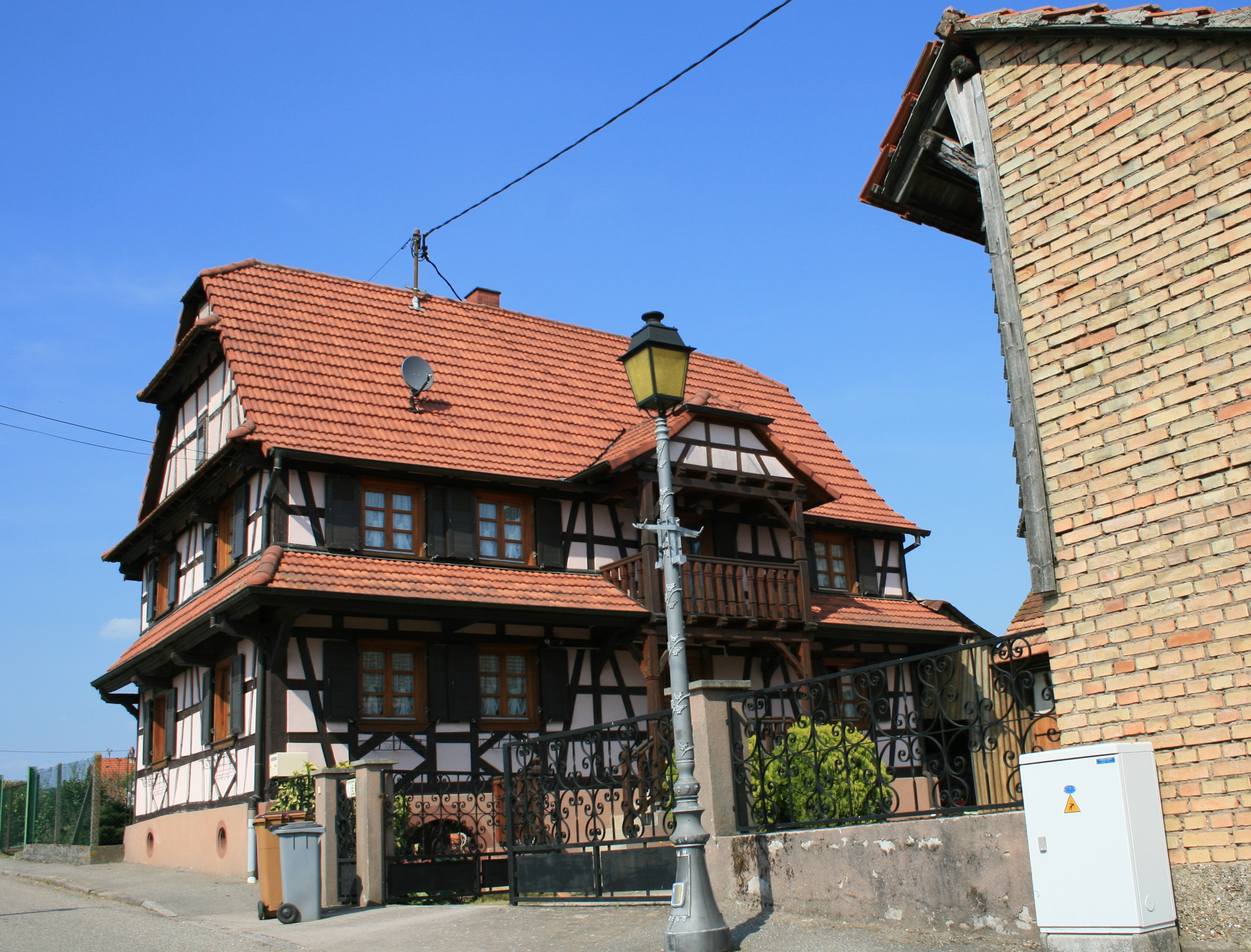
Fachwerkhaus

Dieffenbach-lès-Wœrth (deutsch Diefenbach) ist eine französische Gemeinde mit 347 Einwohnern (Stand 1. Januar 2021) im Département Bas-Rhin in der Region Grand Est (bis 2015 Elsass). Sie gehört zum Arrondissement Haguenau-Wissembourg und zum Kanton Reichshoffen und ist Mitglied der Gemeindeverbandes Communauté de communes Sauer-Pechelbronn.

## Geografie
Dieffenbach-lès-Wœrth liegt unweit der Grenze zu Deutschland, westlich von Karlsruhe.

## Geschichte

### Wappen
Wappenbeschreibung: „In Blau und Gold gespalten; vorn ein sechsstrahliger silberner Stern zum Schildhaupt verschoben.“

### Mittelalter
Diefenbach war ein Reichslehen, von dem die Herren von Lichtenberg 1332 die den Grafen von Ötingen, Landgrafen im Elsass, gehörenden 2/3 gekauft hatten. Das restliche Drittel erwarben sie 1337 von den Puller von Hohenburg. In der Herrschaft Lichtenberg war Diefenbach dem Amt Wörth zugeordnet, das im 13. Jahrhundert entstanden war. Als 1480 mit Jakob von Lichtenberg das letzte männliche Mitglied des Hauses verstarb, wurde das Erbe zwischen seinen beiden Nichten, Anna und Elisabeth, geteilt. Anna hatte Graf Philipp IV. von Hanau (1514–1590) geheiratet, Elisabeth von Lichtenberg (* 1444; † 1495) Simon IV. Wecker von Zweibrücken-Bitsch. Das Amt Wörth – und damit auch Diefenbach – kamen bei der Teilung zu Zweibrücken-Bitsch.

### Neuzeit
1570 kam es zu einem weiteren Erbfall, der das Amt Wörth zur Grafschaft Hanau-Lichtenberg brachte: Graf Jakob von Zweibrücken-Bitsch (* 1510; † 1570) und sein schon 1540 verstorbener Bruder Simon V. Wecker hinterließen nur jeweils eine Tochter als Erbin. Die Tochter des Grafen Jakob, Margarethe (* 1540; † 1569), war mit Philipp V. von Hanau-Lichtenberg (* 1541; † 1599) verheiratet. Zu dem sich aus dieser Konstellation ergebenden Erbe zählte auch die zweite, nicht bereits durch Hanau-Lichtenberg regierte, Hälfte der ehemaligen Herrschaft Lichtenberg. Philipp V. von Hanau-Lichtenberg führte in den ererbten Gebieten sofort die Reformation durch, die wie sein übriges Herrschaftsgebiet nun lutherisch wurden.
Mit der Reunionspolitik Frankreichs unter König Ludwig XIV. kamen das Amt Wörth und Diefenbach unter französische Oberhoheit. Nach dem Tod des letzten Hanauer Grafen, Johann Reinhard III., fiel das Erbe – und damit auch Diefenbach – 1736 an den Sohn seiner einzigen Tochter, Charlotte, den Erbprinzen und späteren Landgrafen Ludwig (IX.) von Hessen-Darmstadt. Mit dem durch die Französische Revolution begonnenen Umbruch wurde das Amt Wörth Bestandteil Frankreichs und in den folgenden Verwaltungsreformen aufgelöst.

### Bevölkerungsentwicklung
| 1798 | 1962 | 1968 | 1975 | 1982 | 1990 | 1999 | 2008 | 2017 |
| ---- | ---- | ---- | ---- | ---- | ---- | ---- | ---- | ---- |
| 207  | 342  | 359  | 368  | 354  | 359  | 361  | 344  | 350  |

## Sehenswürdigkeiten
- Tour de forage. Das Denkmal in Form eines Bohrturmes erinnert seit 2005 an die Gebrüder Conrad und Marcel Schlumberger, die am 5. September 1927 auf Bohrturm 7 südöstlich von Dieffenbach-lès-Wœrth weltweit die erste auf elektrischem Widerstand beruhende Bohrlochvermessung vorgenommen haben. Der Bohrturm steht am Ortsausgang Richtung Pechelbronn.